# منتخب مالطا للكريكت
منتخب مالطا للكريكت (بالإنجليزية: Malta national cricket team)‏ هو ممثل مالطا الرسمي في المنافسات الدولية في الكريكت .

## وصلات خارجية
- الموقع الرسمي